# Bodil Biørn
Bodil Katherine Biørn, född 27 maj 1871 i Kragerø, död 22 juli 1960 i Oslo, var en norsk missionär och sjuksköterska.

## Biografi
Bodil Biørn växte upp i en välbärgad redarfamilj i Kragerø. Hon siktade in sig på att bli konsertsångerska, men fick vid 25 års ålder en religiös omvändelse, och utbildade sig till  sjuksköterska på Diakonissehuset i Kristiania. År 1903 kom hon i kontakt med Kvinnliga Missionsarbetare och fick höra talas om fattiga armenier. Hon genomgick från 1904 utbildning hos Kvinnliga Missionsarbetare i Danmark och sjuksköterskeutbildning i Tyskland. Hon reste 1905 till Armenien, där hon började att arbeta med kvinnor och barn för tyska  Deutscher Hülfsbund für Christliches Liebswerk im Orient, med stöd från norska Kvinnliga Missionsarbetare i Mezereh i Kharberdprovinsen och senare från 1907 i Muş i provinsen Muş. Hon blev tillsammans med bland andra Alma Johansson vittne till det armeniska folkmordet 1915. Hon dokumenterade också detta med fotografier.  
År 1922 grundade hon ett hem för föräldralösa barn, Lusaghbyur, i Alexandropol i dåvarande Sovjetrepubliken Armenien, varifrån hon blev utvisad 1924. Hon grundade därefter ett barnhem i Aleppo i Syrien. År 1935 återvände hon till Norge.
På minnesmuren på folkmordsminnesmärket Tsitsernakaberd i Jerevan i Armenien finns en minnesplakett över Bodil Biørn. I Kragerø finns sedan 2004 ett minnesmärke över henne framför rådhuset i form av en stor sten från Aleppo med en bronsrelief och en plakett.
Dokudramat Map of Salvation från 2015 berättar om Bodil Biørn, Alma Johansson samt andra utländska kvinnor som befann sig i det osmanska riket under tiden för det armeniska folkmordet.

## Bildgalleri

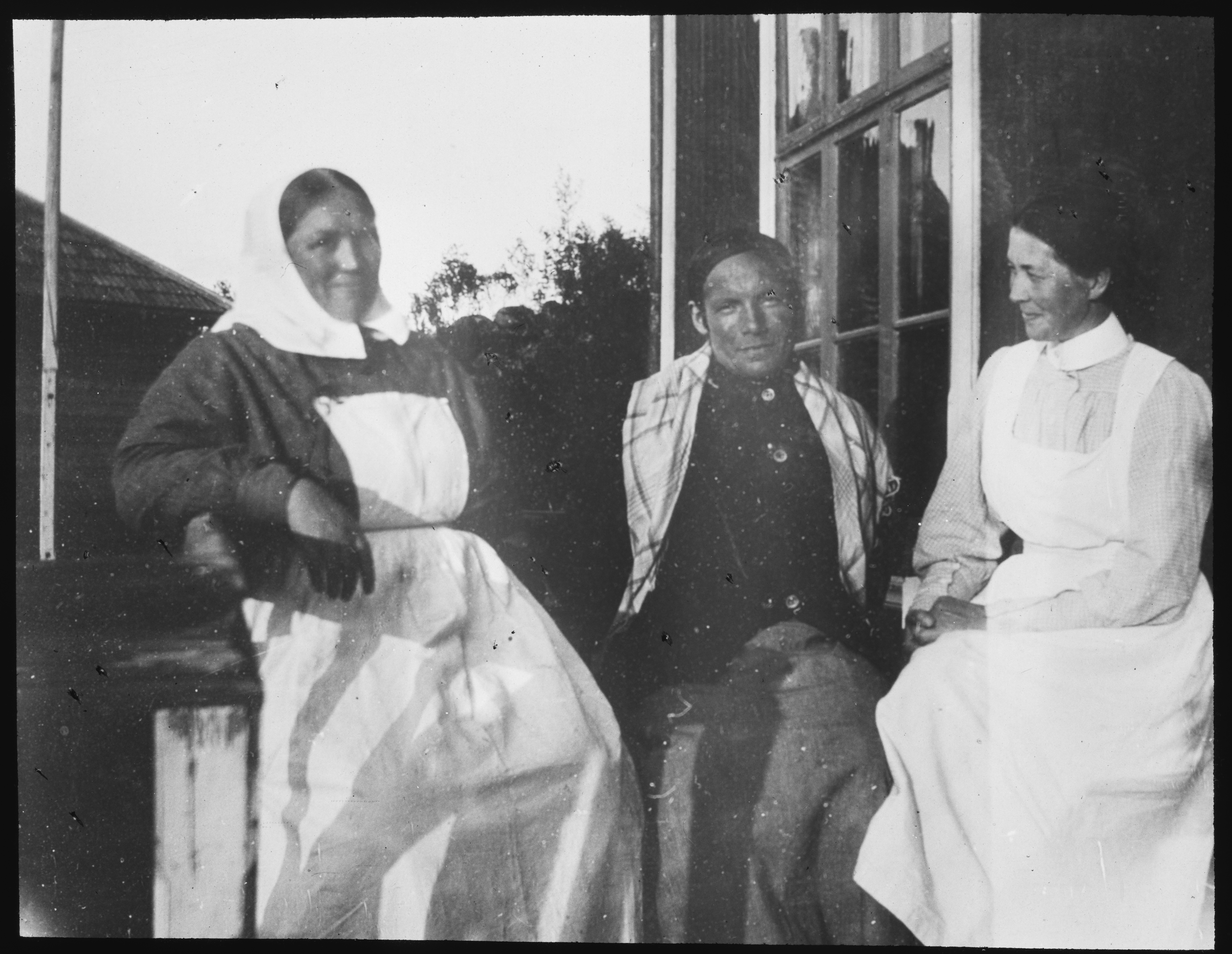
Missionsarbete i Tysfjord i Norge. Foto: Bodil Biørn.
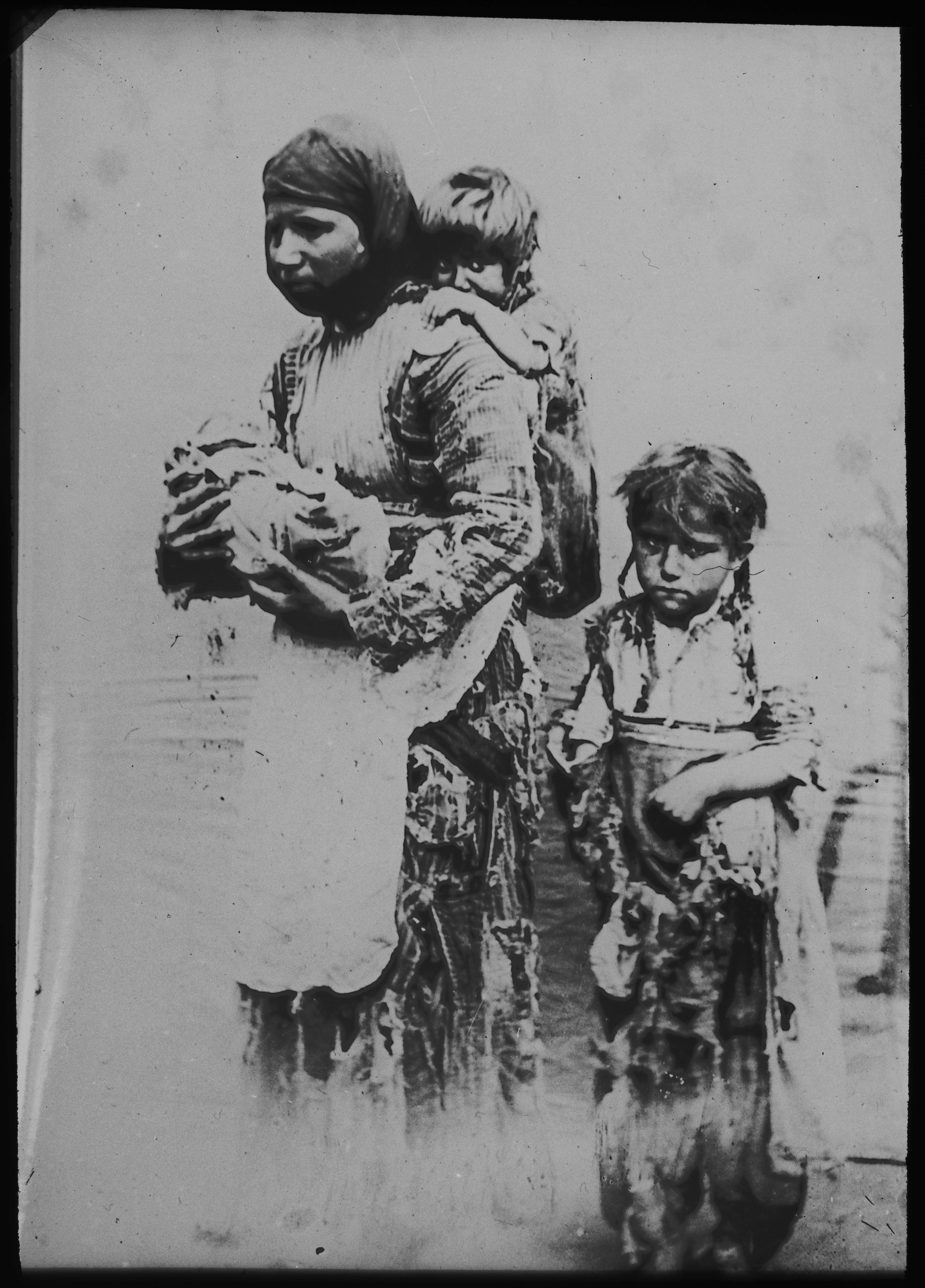
Armenisk änka med barn, Foto: Bodil Biørn mellan 1905 och 1917.
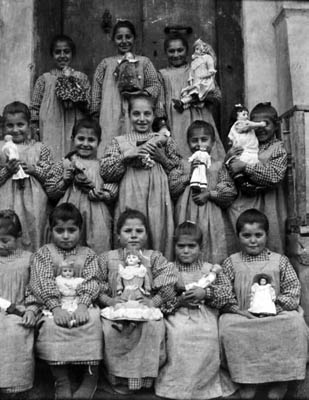
Armensika flickor, Foto: Bodil Biørn
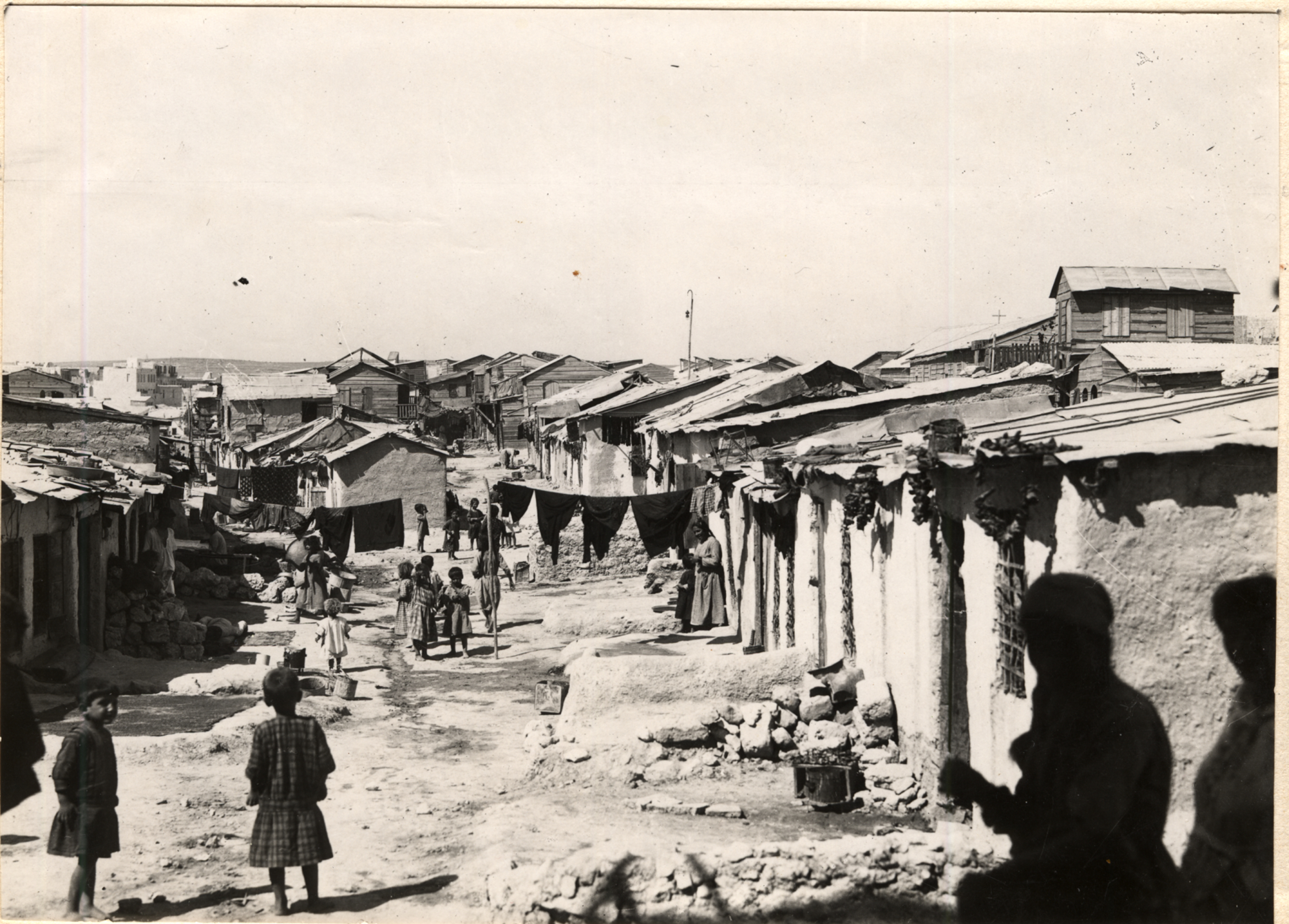
Flyktingläger i Aleppo i nuvarande Syrien. Foto: Bodil Biørn
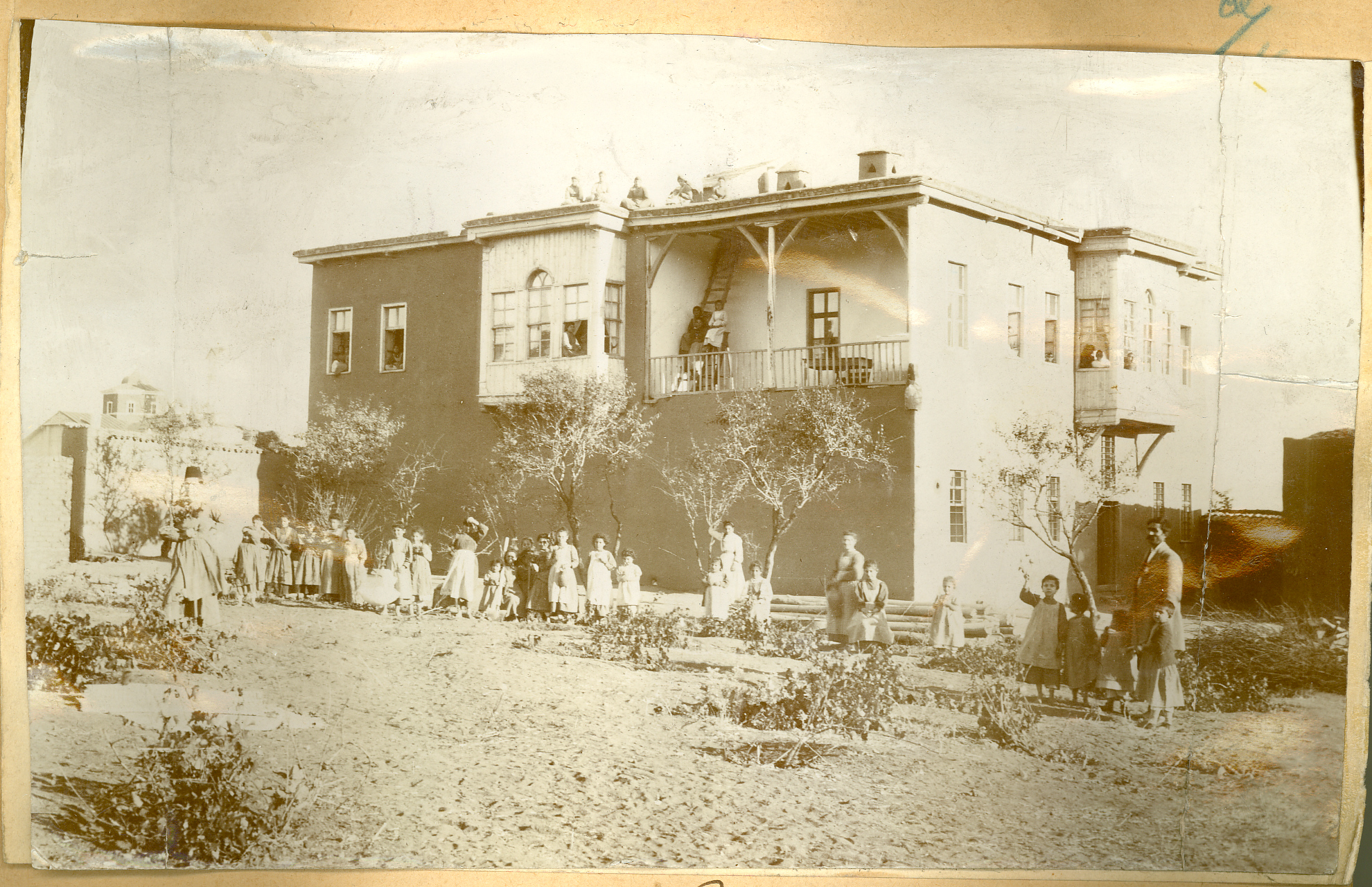
Barnhemmet Emmaus i Mezereh, 1905. Foto: Bodil Biørn